# Šerići
Šerići är ett samhälle i Bosnien och Hercegovina.   Det ligger i entiteten Federationen Bosnien och Hercegovina, i den centrala delen av landet, 70 km norr om huvudstaden Sarajevo. Šerići ligger 221 meter över havet och antalet invånare är 3 663. Det ligger vid sjön Modračko Jezero.
Terrängen runt Šerići är platt åt nordost, men åt sydväst är den kuperad. Runt Šerići är det ganska tätbefolkat, med 93 invånare per kvadratkilometer.. Närmaste större samhälle är Tuzla, 11,4 km nordost om Šerići. 
Omgivningarna runt Šerići är en mosaik av jordbruksmark och naturlig växtlighet.